# Shin-D
『shin D』（しんディー）は、1996年10月3日から2001年9月25日まで、日本テレビ系列で深夜帯に放送されていたテレビドラマ枠である。基本的に1か月に1作だが、1クールの作品もあり、作品により回数は異なった。

## 放送時間
- 1996年10月3日 - 1997年9月25日　木曜日 0:45 - 1:15（水曜日深夜）
- 1997年10月2日 - 1998年3月26日　木曜日 0:50 - 1:20（水曜日深夜）
- 1998年4月8日 - 1999年9月29日　水曜日 0:50 - 1:20（火曜日深夜）
- 1999年10月5日 - 2000年9月26日　火曜日 0:50 - 1:20（月曜日深夜）
- 2000年10月5日 - 2001年3月29日　木曜日 0:55 - 1:25（水曜日深夜）
- 2001年4月3日 - 9月25日　火曜日 0:50 - 1:20（月曜日深夜）

## 歴代作品

### 1996年
- 松田のドラマ（1996年10月3日）
- 天国への扉（1996年10月10日 - 10月31日）
- 家具屋姫（1996年11月7日 - 11月21日）
- ARE YOU HAPPY?（1996年11月28日 - 12月5日）
- …とするとさしずめこれはサンタの贈り物（1996年12月12日 - 12月26日）

### 1997年
- 毎日が初体験 Aカップの思い込み（1997年1月9日 - 1月30日）
- 告白（1997年2月6日 - 3月6日）
  - 主題歌：「告白」松任谷由実
- Love Blood（1997年）
- TOO YOUNG!!（1997年4月17日 - 5月1日）(Shin-D-TOO YOUNG!! - 番組紹介)
  - 主題歌：「BETTER DAYS」Scudelia Electro
- 天使にKISS（1997年5月8日 - 6月19日）
  - 主題歌：「天使の涙」爆風スランプ
- 亡霊劇場（1997年6月26日 - 7月3日）
- 誰かが扉を叩いている（1997年7月10日 - 7月31日）
  - 主題歌：「After The Rain」Dear
- 宝さがし （1997年8月7日 - 8月28日）
  - 主題歌：「風に憧れて」Eins:Vier
- 夏の忘れもの（1997年9月4日 - 9月25日）
- 姫はセーラー服がお好き（1997年10月2日 - 11月27日）
  - 主題歌：「Carnival」宝生舞
- 大市民（1997年12月4日 - 12月25日）
  - 主題歌：「Always Together」山本耕史

### 1998年
- 亀中教師ご一行様（1998年1月8日 - 2月26日）
  - 主題歌：「MIXED EMOTIONS」sarah
- 救急治療室の前（1998年3月5日 - 3月26日）
- 史上最悪のファミリー（1998年4月8日 - 7月1日） ※この作品以降水曜放送
  - 主題歌：「夕焼け」プロペラ
- マネートークス（1998年7月8日 - 7月29日）
  - 主題歌：「Sweet Come Back～まもるべきもの～」give peace chance
- 恋は桃色（1998年8月5日 - 8月26日）
  - 主題歌：「Sweet Come Back～まもるべきもの～」give peace chance
- おしおきシスターズ（1998年9月2日 - 9月30日）
- 1998年いずみ白書（1998年10月7日 - 10月28日）
- 銀河鉄道な夜（1998年11月4日 - 12月23日）

### 1999年
- マーダー・ゲーム 犯行現場（1999年1月6日 - 1月27日）
- 出歯ガメ〜ソフトミックス〜（1999年2月3日 - 2月24日）
- ここで、キスして。（1999年3月3日 - 4月28日）
  - 主題歌：「ここでキスして。」椎名林檎
- ア・オ・ゾ・ラ・マ・ー・ジ・ャ・ン（1999年5月5日 - 6月30日）
  - 主題歌：「許されない恋」PAMELAH
- 20歳のエンゲージ（1999年7月7日 - 7月28日）
  - 主題歌：「遠い日のあなたへ」elliott
- 夏色の恋（1999年8月4日 - 9月29日）
  - 主題歌：「牡牛座ラプソディ」キリンジ
- OH!MY WEDDING（1999年10月5日 - 11月9日） ※この作品以降火曜放送
- ぼくの彼女は外資系（1999年11月16日 - 12月21日）

### 2000年
- 未来からのラブレター（2000年1月11日 - 2月1日）
- 東京らぶ（2000年2月8日 - 3月28日）
- おもひでベッド（2000年4月4日 - 5月9日）
  - 主題歌：「カラカラ」belly to belly
- ナツのツボミ（2000年5月16日 - 6月27日）
- 2度目の初恋（2000年7月4日 - 8月1日）
  - 主題歌：「甦る人々」ザ・コブラツイスターズ
- OLポリス（2000年8月8日 - 8月29日）
  - 主題歌：「SUMMER DAYS」Do As Infinity
- 七人ぐらいの兵士（2000年9月5日 - 9月26日）※劇場中継
  - 主題歌：「ジェットにんじん」GO!GO!7188
- GirL（2000年10月5日 - 10月26日） ※この作品以降木曜放送
- 平成夫婦茶碗外伝「成田家の人々」（2000年11月2日 - 11月30日）
- 死体生活（2000年12月7日 - 12月21日）

### 2001年
- OLポリス2〜コギャルポリス編〜（2001年1月11日 - 2月1日）
- Ryo 恋の季節（2001年2月8日 - 3月1日）
  - 主題歌：「花」Blüe
- Happiness（2001年3月8日 - 3月29日）
  - 主題歌：「US」Fayray（ドラマ主演も兼任）
- クインテット（2001年4月3日 - 4月24日） ※この作品以降火曜放送
- 獅子女（2001年5月1日 - 5月29日）
- 御臨終（2001年6月5日 - 6月26日）
  - 主題歌：「PEACE MAKER」JELLY→
- 六本木野獣会（2001年7月3日 - 7月31日）
  - 主題歌：「Feel The Fate」w-inds.
- チェリー（2001年8月7日 - 8月28日）
  - 主題歌：「ジレンマ」speena
- Ready Made（2001年9月4日 - 9月25日）
  - 主題歌：「てらいもなくブルース」ウミノトリト

| 日本テレビ 深夜ドラマ枠      | 日本テレビ 深夜ドラマ枠     | 日本テレビ 深夜ドラマ枠                |
| 前番組                       | 番組名                      | 次番組                                 |
| ---------------------------- | --------------------------- | -------------------------------------- |
| しんドラ （1995.4 - 1996.9） | shin-D （1996.10 - 2001.9） | D-TODAY ※土曜日0:42 - 1:17（金曜深夜） |

| 日本テレビ 木曜日0:50 - 1:20枠    | 日本テレビ 木曜日0:50 - 1:20枠 | 日本テレビ 木曜日0:50 - 1:20枠              |
| 前番組                            | 番組名                         | 次番組                                      |
| --------------------------------- | ------------------------------ | ------------------------------------------- |
| しんドラ                          | shin-D （1996.10 - 1998.3）    | すっぴんDNA                                 |
| 日本テレビ 火曜日0:50 - 1:20枠    |                                |                                             |
| 哲にいさん                        | shin-D （1999.10 - 2000.9）    | アートの遺伝子Z                             |
| 日本テレビ 木曜日0:55 - 1:25枠    |                                |                                             |
| PINK PAPARAZZI 【中京テレビ制作】 | shin-D （2000.10 - 2001.3）    | eガール                                     |
| 日本テレビ 火曜日0:50 - 1:20枠    |                                |                                             |
| アートの遺伝子Z                   | shin-D （2001.4 - 9）          | 旋風の用心棒 ※0:45 - 1:15（不明） ※1:15 - ? |